# Magyar Iparművészek Országos Egyesülete
A Magyar Iparművészek Országos Egyesülete (MIOE) 1926-ban alakult, a fiatal iparművészek kezdeményezésére. A régebbi szervezettel, a társulattal kisebb vitáktól eltekintve jól együttműködött. Elsősorban az érdekvédelmet tekintette feladatának. Célja az volt, hogy a szervezettség révén gazdaságilag előnyösebb pozíciót harcoljon ki a szakma képviselőinek, elérje az iparművész cím használatának szabályozását, egy iparművész-kataszter felállítását. Nagy részt vállalt az 1928-as, illetve 1938-as kongresszus munkájában. 1930-tól Havi Értesítőt adott ki, 1939-ben ebből fejlődött ki folyóirata, Az Iparművész.